# Папа Джон Крич
Джон Генри Крич (англ. John Henry Creach известный под псевдонимом Папа Джон Крич (англ. Papa John Creach); 28 мая 1917 года, Бивер, Пенсильвания, США — 22 февраля 1994 года, Лос-Анджелес, Калифорния, США) — американский блюзовый скрипач. Лауреат Blues Music Awards в категории «Блюзовый инструменталист — иной» (1993) . Среди прочего известен как участник рок-групп Jefferson Airplane, Hot Tuna и Jefferson Starship.  Член национального зал славы скрипачей США (2017) 

## Биография
Джон Генри Крич родился в Пенсильвании в 1919 году в музыкальной семье, где играли на всём, но не на скрипке. Со скрипкой его познакомил дядя, который привёз скрипку из Европы, в раннем детстве, затем Джон Крич обучался у репетиторов. В 1935 году семья переехала в Чикаго где Джон Крич окончил консерваторию. Во время обучения играл на скрипке в барах, затем присоединился к кабаре-трио Chocolate Music Bars и гастролировал с группой по Среднему Западу. С начала 1940-х работал библиотекарем в Чикагском симфоническом оркестре, иногда привлекаясь к выступлениям, но в то время чернокожих музыкантов не рассматривали как классических музыкантов, и Крич вынужден был оставить классическую музыку . 
Работа в чикагских барах, по словам музыканта, заставила его уметь играть что угодно: «Из-за всех национальностей мне пришлось научиться играть всё. Например иногда это была строго немецкая или строго польская музыка». Однако у него возникли некоторые сложности с обучением игре на джазовой скрипке, ему пришлось подстраивать свою технику игры смычком, но ему помогла покупка электроскрипки в 1943 году. Как говорил сам Джон Крич: «Скрипач из симфонического оркестра звучит как самая банальная вещь в мире, когда он начинает играть джаз. Тогда я начал пытаться играть как трубачи, с которыми я выступал. Мне пришлось изменить технику смычка и другие вещи, чтобы звук был больше похож на трубу. С тех пор я так и делаю» . Освоив джазовую скрипку, Джон Крич выступал сайдменом с такими музыкантами, как Луи Армстронг, Фэтс Уоллер и пионер электрогитары Чарли Крисчен. В 1945 году музыкант переехал в Лос-Анджелес, где играл сформировал свое собственное трио, и до 1970 года играл в клубах, на фестивалях, в течение пяти лет работал на океанских круизных лайнерах. В то же время он выступал сайдменом с различными джазовыми и блюзовыми музыкантами, например с Роем Милтоном, Биг Джо Тернером, Ти-Боуном Уокером и Нэтом Кингом Коулом. 
Когда его друг Джой Ковингтон присоединился в 1970 году к Jefferson Airplane, он познакомил с ними Джона Крича. Осенью 1970 года музыкант присоединился к Jefferson Airplane и сайд-проекту Hot Tuna. Работу в группах он совмещал с сольной карьерой, создав свою группу Zulu, в которой в частности играл известный впоследствии блюзмен Keb’ Mo’, и выпустил сольные альбомы в 1971, 1972, 1974 годах. Как говорил Крич, помимо громкости Airplane, которая потребовала от Крича большего усилителя и берушей, у него не было проблем с подстройкой под их музыку . Крич покинул Hot Tuna в 1973 году, но продолжил сотрудничество с Jefferson Starship. В августе 1975 года Папа Джон Крич окончательно покинул Jefferson Starship, сосредоточившись на сольной карьере, впрочем возвратившись в 1978 году для участия в турне. В том же году он переименовал свою группу в «Midnight Sun» и выпустил очередной альбом I'm The Fiddle Man. В 1980-е записывался как с собственной группой, так и как сайдмен. 
В 1992 году музыкант присоединился к перезапущенной в очередной раз Jefferson Starship и выступал с группой до смерти. В 1992 году он выпустил свой последний альбом Papa Blues с участием Берни Пёрла, за который получил премию Blues Music Award как лучший блюзовый инструменталист, играющий не на гитаре, гармонике или клавишных. 
Джон Крич умер в 1994 году в Лос-Анджелесе от сердечной недостаточности: он страдал от заболевания сердца, которое приводило к скоплению жидкости в лёгких и как следствие, к частым пневмониям. 
«Он был одинаково искусен в блюзе, поп-музыке, роке, джазе и джазе. Его стиль игры включал тёплый, грубый тон и бешеные сольные партии» .

## Дискография
First Pull Up, Then Pull Down – Hot Tuna (1971)
Bark – Jefferson Airplane (1971)
Sunfighter – Paul Kantner & Grace Slick (1971)
Papa John Creach (1971)
Burgers – Hot Tuna (1972)
Long John Silver – Jefferson Airplane (1972)
Filthy! (1972)
Thirty Seconds Over Winterland – Jefferson Airplane (1973)
Baron Von Tollbooth & the Chrome Nun – Paul Kantner, Grace Slick & David Freiberg (1973)
Playing My Fiddle for You (1974)
Dragon Fly – Jefferson Starship (1974)
Red Octopus – Jefferson Starship (1975)
I'm The Fiddle Man (1975)
Rock Father (1976)
The Cat and the Fiddle (1977)
Volunteer Jam III and IV – Charlie Daniels Band (1978)
Inphasion (1978)
Volunteer Jam VI – Charlie Daniels Band (1980)
Historic Live Tuna – Hot Tuna (1985)
I Predict 1990 – Steve Taylor (1987)
Papa Blues (1992)
Best of Papa John Creach (1994)
Long Branch Park 1983 (2011)[8]